# Маккас, Николаос
Николаос Маккас  (греч.  Νικόλαος Μακκάς; 1875, Афины — 1949, Афины)— греческий контр-адмирал и фотограф начала XX века.

## Семья
Николаос К. Маккас родился в Афинах в 1875 году, в знатной афинской семье. Приходился двоюродным братом известному врачу-педиатру Георгиосу Н. Маккасу (1877 −1946).
Однако напоминание на почтовой открытке, выпущенной после подвига Маккаса в 1912 году, о том что он является двоюродным братом короля Георга, как минимум вызывает вопрос.
Николаос Маккас женился на Элени Златану, также из знатной семьи, и имел с ней четырёх детей — трёх девочек (Ирини, Лилиан, Александра) и сына Григориоса.

## Военная карьера и участие в войнах

### Начало военной карьеры
Николаос Маккас поступил в Училище морских кадетов 8 сентября 1890 года и окончил его 18 июля 1894 года, в звании энсина.
Его любительские фотографии пейзажей Македонии периода 1904—1908 года свидетельствуют от том, что он находился там в разгар Борьбы за Македонию.
Однако нет никаких свидетельств что он был участником этой Борьбы — ни офицером, ни агентом, ни дипломатическим служащим.
В период до Балканских войн Н. Маккас служил капитаном королевской яхты Амфитрити.

### Балканские войны

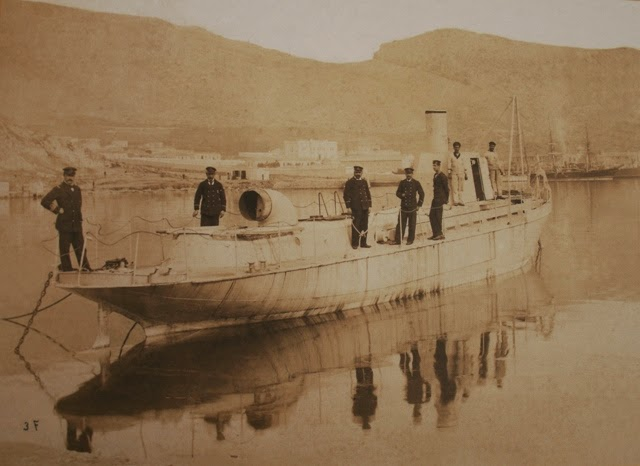
Канонерка «Альфа»

С самого начала Первой Балканской войны в октябре 1912 года греческий флот обеспечил своё господство в Эгейском море и запер турецкий флот в Дарданеллах.
Кроме господства в Эгейском море, особое значение имели защита морских коммуникаций в Ионическом море и поддержка операций армий в Эпире. Эта задача была возложена на эскадру капитана И. Дамианоса, получившую громкое имя «Эскадра Ионического моря».

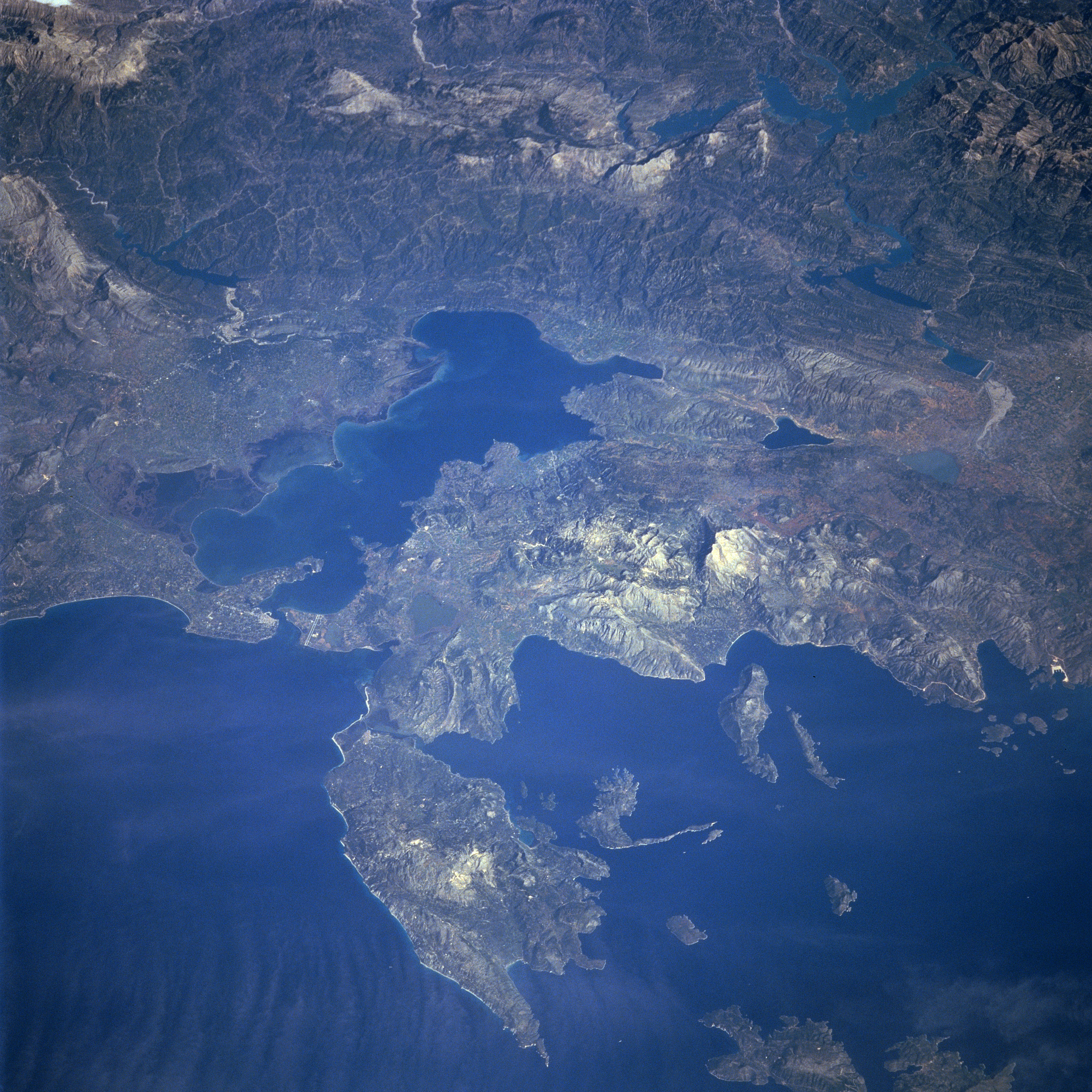
Амбракийский залив.

На Западном фронте Греция располагала Эпирской «армией», в действительности одной дивизией. В Ионическом море Греция располагала флотом аналогичного размера и качества. Это было сборище всевозможных парусно-паровых вооружённых плавсредств почтенного возраста. Среди них были 4 канонерки типа «α», старые, но построенные специально для операций в Амбракийском заливе, и дождавшиеся своего часа. Маккас был капитаном канонерки «α».
Канонерки положили начало военным действиям в Эпире. Маккас командовал операцией двух греческих канонерок.
В ночь с 4 (17) октября на 5 (18) октября 1912 год канонерки «α» и «β», под командованием капитанов Н. Маккаса и К. Бубулиса, рискуя быть немедленно расстрелянными артиллерией крепости Превеза, прошли под носом у турок узким (всего лишь в 1/2 мили) и с отмелями проливом в Амбракийский залив. С этого момента залив оказался под греческим контролем, и канонерки начали оказывать существенную помощь армии:86.
Эпирская «армия» (по сути одна дивизия) начала наступление против противника, имевшего четырёхкратное превосходство. 12 (25) октября 1912 года была освобождена Филиппиада, 21 октября (3 ноября) 1912 год был освобождён Превеза. При этом турецкий «миноносец Анталья», находившийся в заливе, но не принявший бой и укрывшийся от двух греческих канонерок под защиту береговых батарей в Никополь, в 6 км от Превезы, был потоплен экипажем, чтобы не попасть в греческие руки.
Миноносец был сразу поднят и вошёл в состав греческого флота под именем «Никополис».

### Период первой мировой войны и дальнейшая служба
Военная и морская энциклопедия 30-х годов указывает период 1917 1923 годов как годы службы Маккаса. Однако будучи приближённым к королевскому двору, в период Национального раскола Маккас скорее всего был отправлен в отставку и отозван после победы монархистов на парламентских выборах ноября 1920 года.
Та же энциклопедия указывает на его участие в Малоазийском походе на его последнем этапе (1921 −1922), но не уточняет его позицию на флоте и какими боевыми единицами он командовал.
Указывается также его служба на посту директора департамента в морском министерстве, но не уточняется о каком периоде идёт речь.
Демобилизация Маккаса в 1923 году косвенным образом подтверждает его неприятие антимонархистского восстания сентября 1922 года.
В историографии флота Маккас указан как командующий флота в период 1927—1928 годов.
После 1928 года Н. Маккас выпадает из поля зрения историков, и, в частности, историков флота.
Адмирал Н. Маккас умер в Афинах в 1949 году.

## Фотограф
Н. Маккас, будучи фотографом любителем, оставил после себя большой объём ценных сегодня фотографических работ.
Он начал фотографировать около 1895 года.
Будучи на Всемирной выставке, он запечатлел Париж 1900 года.
Он также сделал много снимков на Олимпиаде 1906 года.
Часть своего фотоархива адмирал Маккас завещал историческому обществу «Элиа», которое сегодня располагает 1100 негативами и 560 протипами его фотографий в альбомах.
Часть архива Маккаса находится в Историческом музее Афин.
Кроме его семейных фотографий и фотографий частного порядка, интерес вызывают пейзажи Аттики, Македонии и островов, фотографии известных лиц того периода.
Для историков греческого флота огромный интерес представляет большая коллекция фотографий кораблей флота и флотской повседневной мирной и военной жизни.
Маккас также запечатлел большое число иностранных военных кораблей в греческих водах и портах.
Авторство некоторых фотографий иностранных кораблей вызывает вопросы. В частности, среди фотографий российских военных кораблей имеются снимки сделанные в Севастополе и большое число фотографий кораблей принявших участие в Русско-японской войне. Однако не исключено, что последние были сфотографированы Маккасом в греческих водах, что однозначно идентифицировано для снимков канонерки «Кубанец» и Миноносца № 221.